# 南川卫矛
南川卫矛（学名：Euonymus bockii）是卫矛科卫矛属的植物，是中国的特有植物。分布于中国大陆的四川、贵州、云南等地，生长于海拔400米至1,500米的地区，多生在山中沟谷阴湿处，目前尚未由人工引种栽培。

## 别名
石宝茶藤（南川）

## 异名
- Euonymus bockii Loesen. var. orgyalis (W. W. Smith.) C. Y. Cheng
- Euonymus orgyalis W. W. Smith